# 魚返一真
魚返 一真（日語假名：おがえり かずま，1955年12月23日—），為日本攝影家，出身於大分縣。

## 生平
自10歲左右起，就借來父親所擁有之Pentax SP，熱中於SL攝影，在大分縣美術展當中有多項作品獲選。開始暗房作業是在中學一年級左右。縣立日田高中畢業之後，即進入中央大學理工學系就讀。
大學肄業即專致於音樂活動，並組成4人組的搖滾樂團「Moon Dance」，以吉他手兼主唱身分參加。樂團解散後，便單飛活動。在多個澀谷Take-Off7、新宿LOFT、新宿RUIDO等現場駐點駐唱之外，同時也設立了音樂製作公司，經手作曲或唱片製作。1982年，發行銷售了自家公司品牌的單曲唱片《在城市中哭泣／再一首情歌》（Crying In The City／もう一度ラブソング）。編曲、鋼琴部份，則由作曲家大森俊之負責。在現場演唱會之中，則由EXILE樂團成員之小倉泰治擔任鋼琴手。
1991年8月之後，以攝影家身分活動。透過《Hot-Dog PRESS》雜誌的委託，在澀谷街頭以攝影捕捉女大學生身影。以此為契機，之後便以一般女性做為拍攝對象，持續拍攝照片。至今所拍攝過的一般女性模特兒超過700人。1993年10月，負責富士電視台《料理的鐵人》的照片。自2004年起，則開辦了攝影教室。

## 外部連結
- 官方网站
- 魚返一真公式blog  （页面存档备份，存于）
- 魚返一真的X（前Twitter）